# Cratere Edgeworth (Venere)
Edgeworth è un cratere sulla superficie di Venere. È dedicato alla scrittrice irlandese Maria Edgeworth.